# Fissidens sedgwickii
Fissidens sedgwickii är en bladmossart som beskrevs av Brotherus och Hugh Neville Dixon 1910. Fissidens sedgwickii ingår i släktet fickmossor, och familjen Fissidentaceae. Inga underarter finns listade i Catalogue of Life.